# Цінцзюй
ГЕС Цінцзюй (青居水电站) — гідроелектростанція на півдні Китаю у провінції Сичуань. Знаходячись між ГЕС Xiǎolóngmén (вище по течії) та ГЕС Dōngxīguān, входить до складу каскаду на річці Цзялін, лівій притоці Дзинша (верхня течія Янцзи).
У межах проекту річку перекрили бетонною греблею висотою до 45 метрів та довжиною 452 метри, яка утримує водосховище з площею поверхні 23 км2 і нормальним рівнем на позначці 262,5 метра НРМ (під час повені можливе зростання до 275,1 метра НРМ).
Після греблі річка описує велику петлю та через 15 км проходить на невеликій відстані від сховища. В цьому місці проклали канал завдовжки біля 0,5 км, який перекриває машинний зал. Основне обладнання станції становлять чотири бульбові турбіни потужністю по 34 МВт, що забезпечують виробництво 595 млн кВт-год електроенергії на рік.
Паралельно до каналу з машинним залом прокладений ще один, в якому розташовується судноплавний шлюз.